# Rickensdorf
Rickensdorf ist ein Ortsteil der Gemeinde Bahrdorf im Landkreis Helmstedt in Niedersachsen.

## Lage und Verkehrsanbindung
Der Ort befindet sich im Osten von Niedersachsen, nur rund drei Kilometer von der ehemaligen Innerdeutschen Grenze entfernt. Die Landschaft um Rickensdorf wird zum Helmstedter Holzland gezählt. Landstraßen führen im Nordosten nach Blanken, im Südosten nach Mackendorf, im Süden nach Querenhorst und im Nordwesten nach Papenrode. Westlich von Rickensdorf fließt die Lapau vorbei. Buslinien der Braunschweiger Verkehrs-GmbH führen von Rickensdorf bis nach Helmstedt und Wolfsburg.

## Geschichte
In einer Urkunde von 1225 wird der Ort als Richmannesthorp und 1280 als Ricbisdorpe erwähnt. Die Edelherren von Meinersen waren hier begütert und gaben um 1280 zwei Höfe als Lehen an Johannes von Brunsrode. Um 1316 wird Albert von Rickmersdorf geboren, der später als Albrecht III. Bischof des Bistums Halberstadt wurde. Nach ihm ist heute in Rickensdorf der Bischof-Albrecht-Platz benannt.
In der Franzosenzeit gehörte Rickensdorf zum Kanton Bahrdorf im Distrikt Helmstedt, im Departement der Oker des Königreiches Westphalen. Im 19. Jahrhundert wurde an den Kirchturm das heutige Kirchenschiff angebaut.
1949 erfolgte die Gründung einer Volksbücherei. Infolge der Flucht und Vertreibung Deutscher aus Mittel- und Osteuropa von 1945–1950 hatte sich die Einwohnerzahl von Rickensdorf von 299 (1939) auf 511 (1950) vergrößert, davon waren 1950 215 Heimatvertriebene. 1967 wurde die Schule geschlossen. Am 1. Juli 1972 wurde Rickensdorf in die Gemeinde Bahrdorf eingegliedert.

### Einwohner
| Jahr      | 1821 | 1849 | 1871 | 1905 | 1925 | 1939 | 1950 | 1956 |
| --------- | ---- | ---- | ---- | ---- | ---- | ---- | ---- | ---- |
| Einwohner | 178  | 200  | 219  | 274  | 263  | 299  | 511  | 476  |

## Infrastruktur
Zu den in Rickensdorf bestehenden Einrichtungen gehören ein Spielplatz, ein Dorfgemeinschaftshaus, ein Sportplatz, ein 1985/86 erbautes Schützenheim und der an der Straße nach Papenrode befindliche Friedhof mit Kapelle.
Die einzige Kirche Rickensdorfs, die Johannes-Baptista-Kirche, ist nach Johannes dem Täufer benannt und gehört zur Propstei Vorsfelde der Evangelisch-lutherischen Landeskirche in Braunschweig. Die Glocke vor der Kirche wurde 1920 von Ulrich & Weule, Glockengießerei in Apolda und Bockenem, hergestellt. Nahe der Kirche erinnert ein Denkmal an die Opfer der beiden Weltkriege. Katholiken in Rickensdorf gehören zur Pfarrei St. Michael (Wolfsburg-Vorsfelde) mit der nähergelegenen Filialkirche Unbefleckte Empfängnis Mariä (Velpke).
Seit der Schließung des Kiosks gibt es keine Einkaufsmöglichkeit mehr in Rickensdorf. Der Kindergarten, die Freiwillige Feuerwehr, die Poststelle II („Rickensdorf“, später „Bahrdorf 4“; Lange Straße 41), die Zweigstelle der Volksbank eG Velpke, das Gemischtwarengeschäft (Siegfried Rausch, Lange Straße 11), und die Gaststätte Zur Wartburg (Lange Straße 18) wurden ebenfalls geschlossen.
Zu den in Rickensdorf ansässigen Vereinen gehört der 1876 gegründete Schützenverein Rickensdorf (kurz SV Rickensdorf), dem 170 Mitglieder und damit über die Hälfte der Bevölkerung angehören (Stand 2018). Ferner die 2015 gegründete Dorfgemeinschaft Rickensdorf e.V., welche die gesellschaftlichen Aktivitäten der aufgelösten Freiwilligen Feuerwehr, wie die Grünkohlwanderung und das sommerliche Grillen, weiterführt, und auch das ehemalige Feuerwehrhaus als Vereinsheim übernommen hat. Gemeinsam mit dem Nachbardorf Papenrode ist der Sportverein SV Papenrode-Rickensdorf aktiv.
Zu Rickensdorf gehört auch die Waldmühle, eine Wassermühle an der Siebenspringe, die bereits 1957 wegen Unrentabilität außer Betrieb war.

## Ansichten

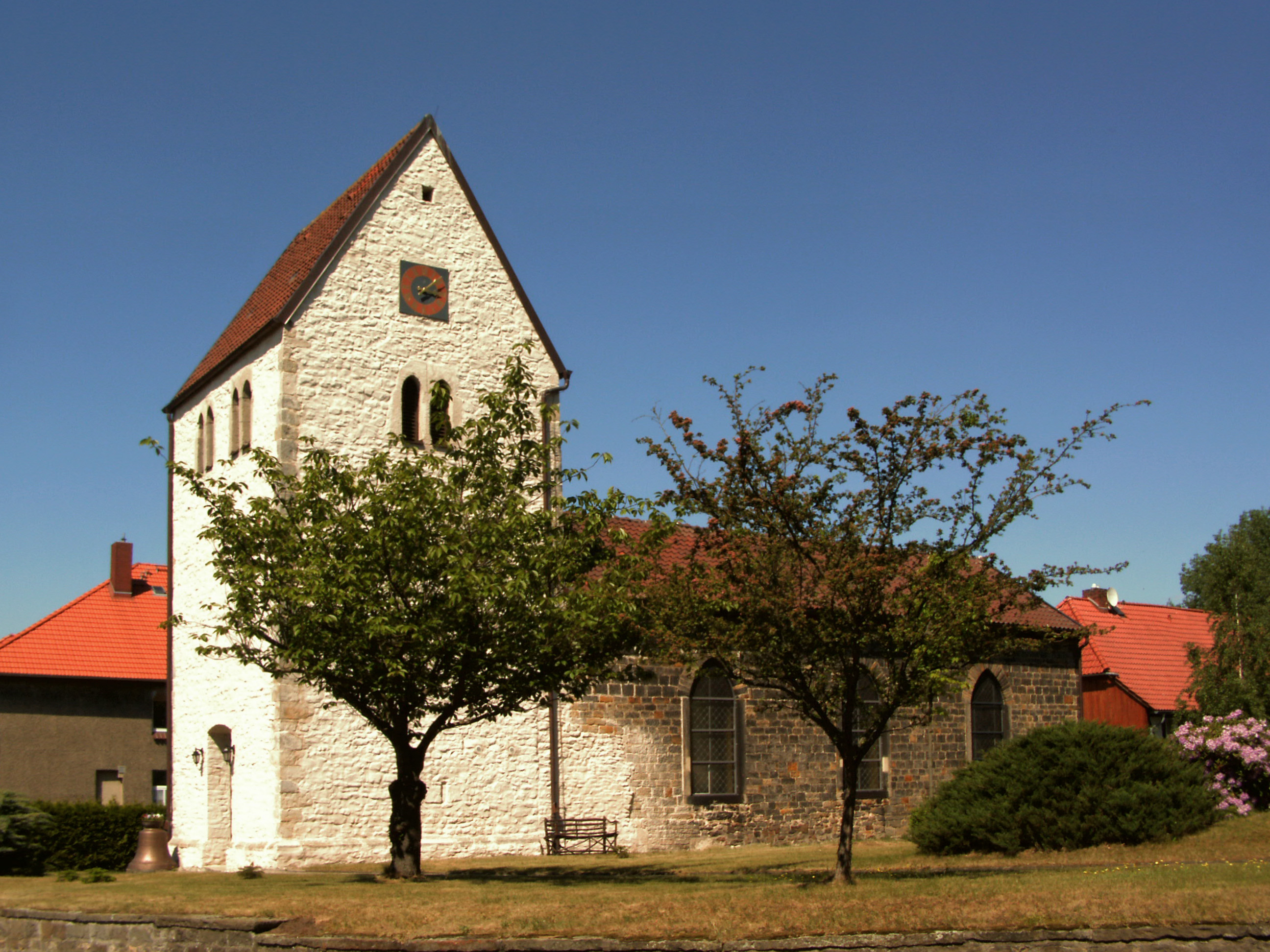
Kirche
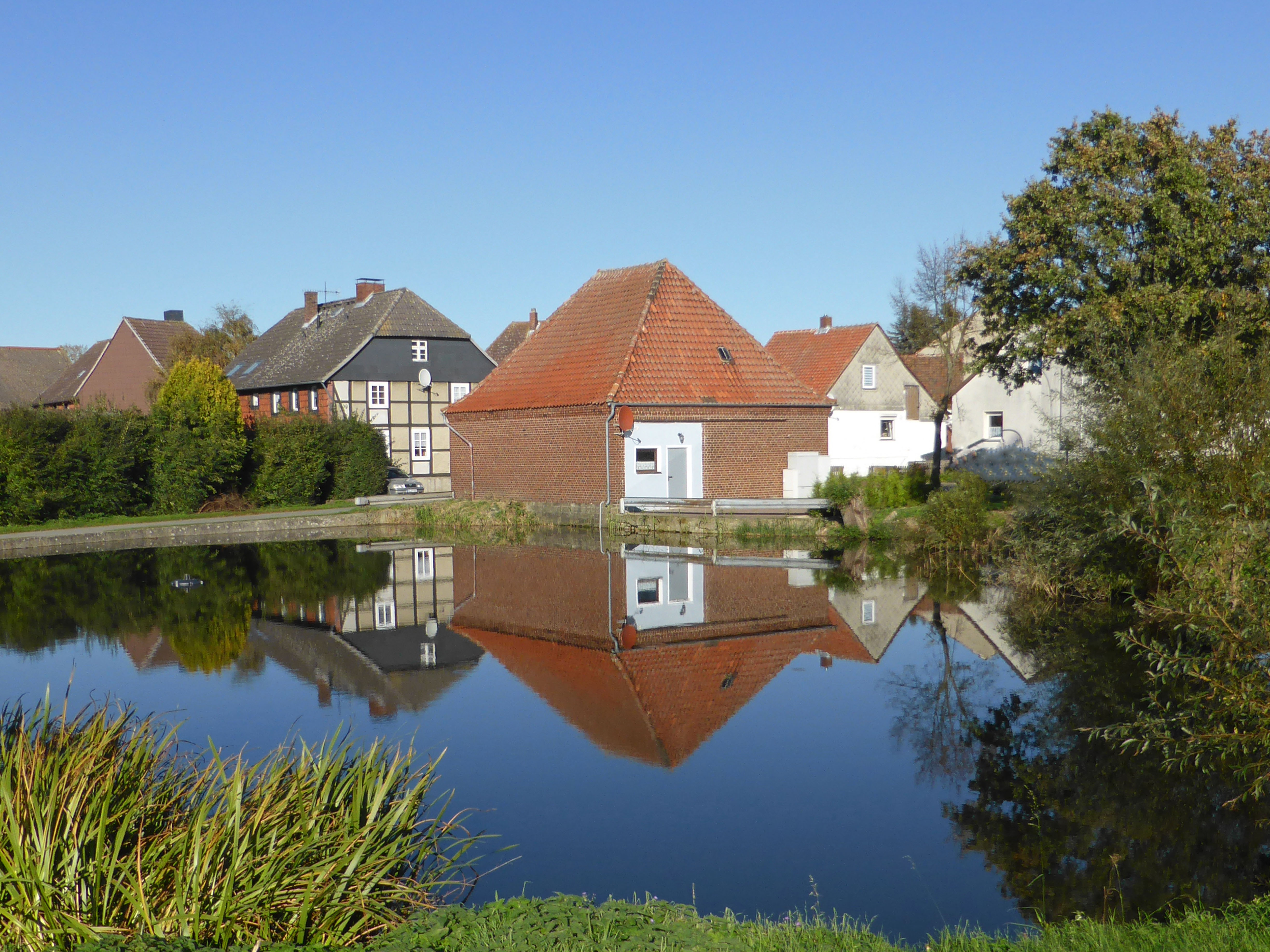
Teich
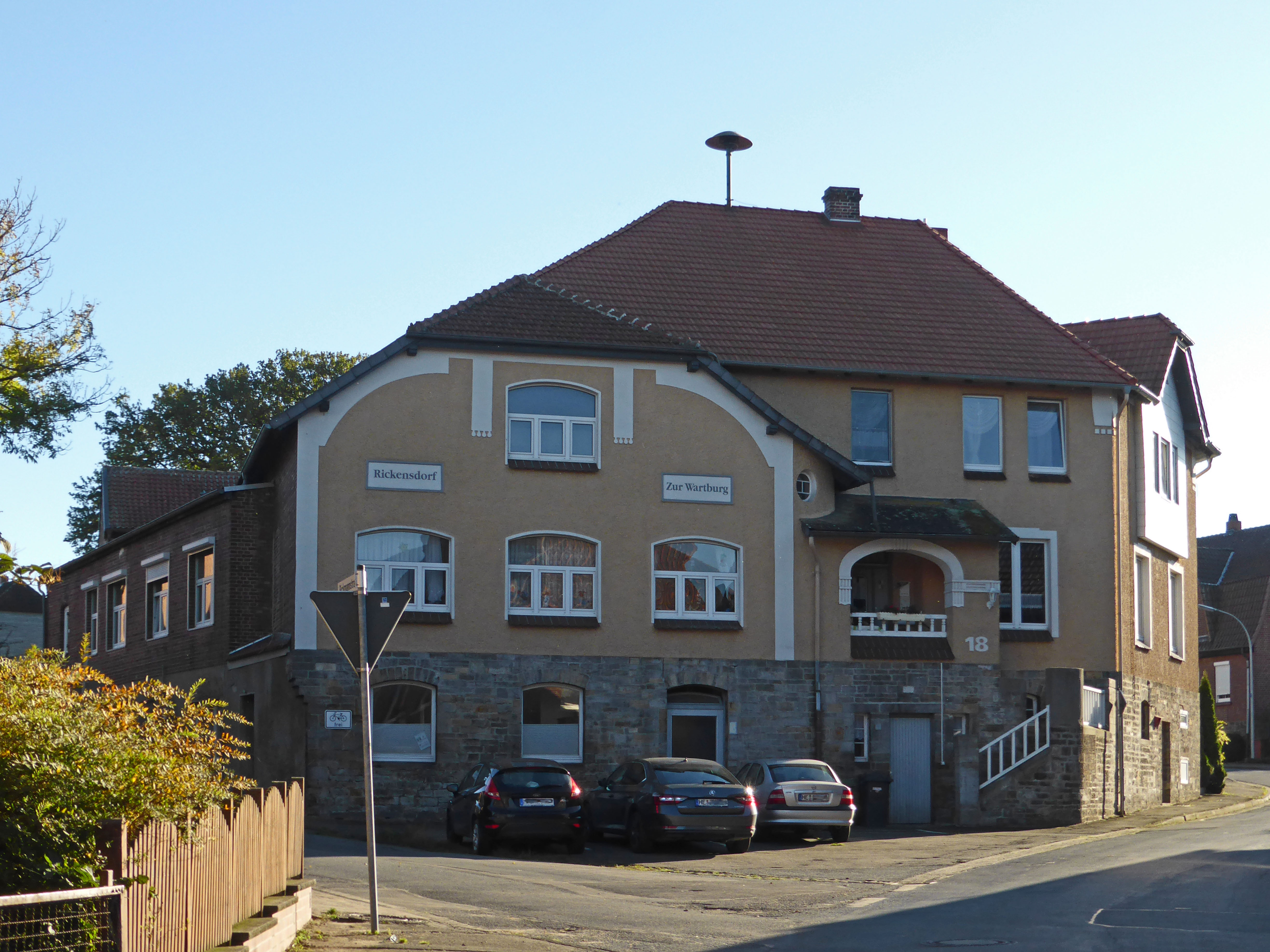
Ehemaliger Gasthof
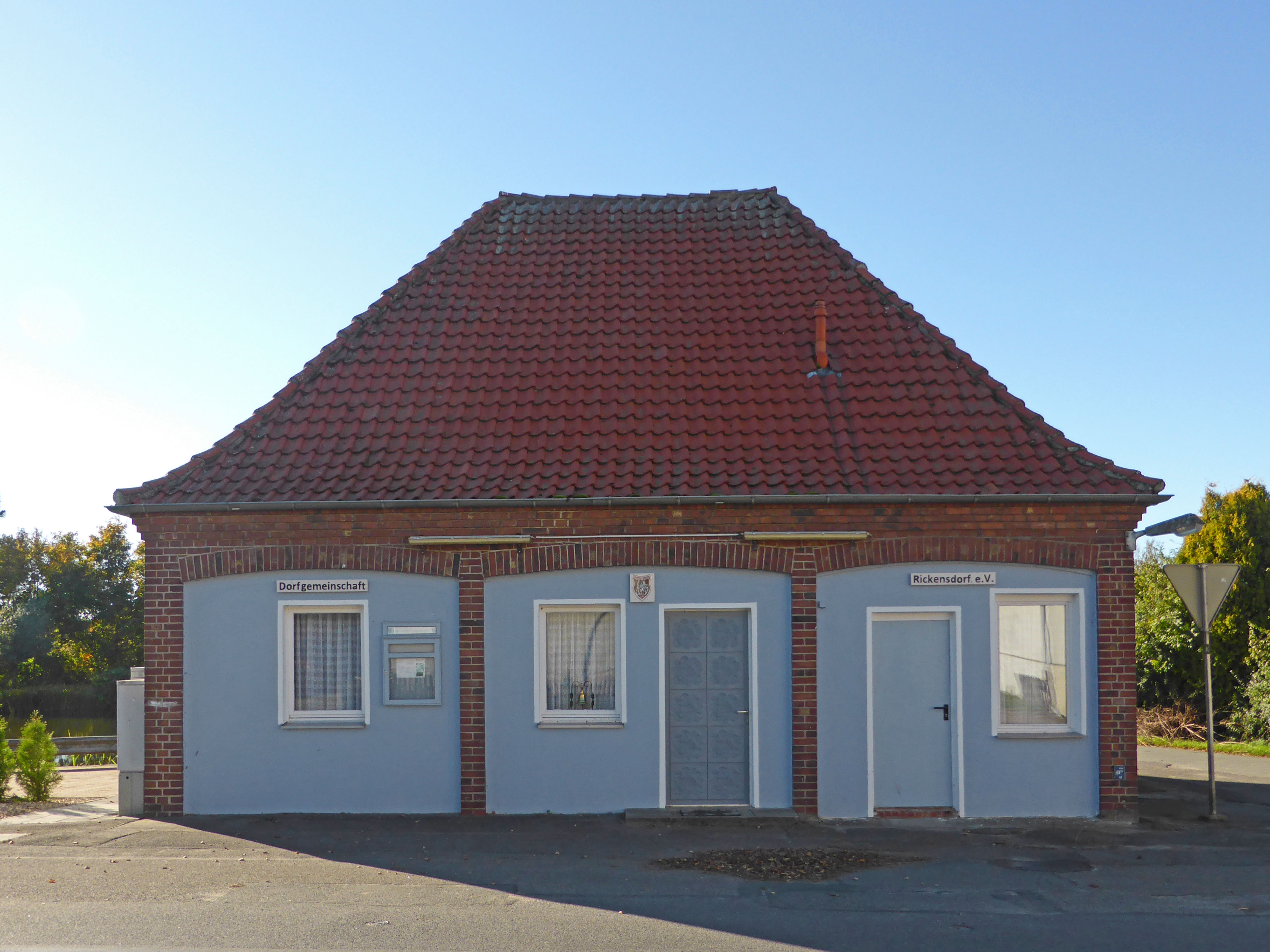
Ehemaliges Feuerwehrhaus
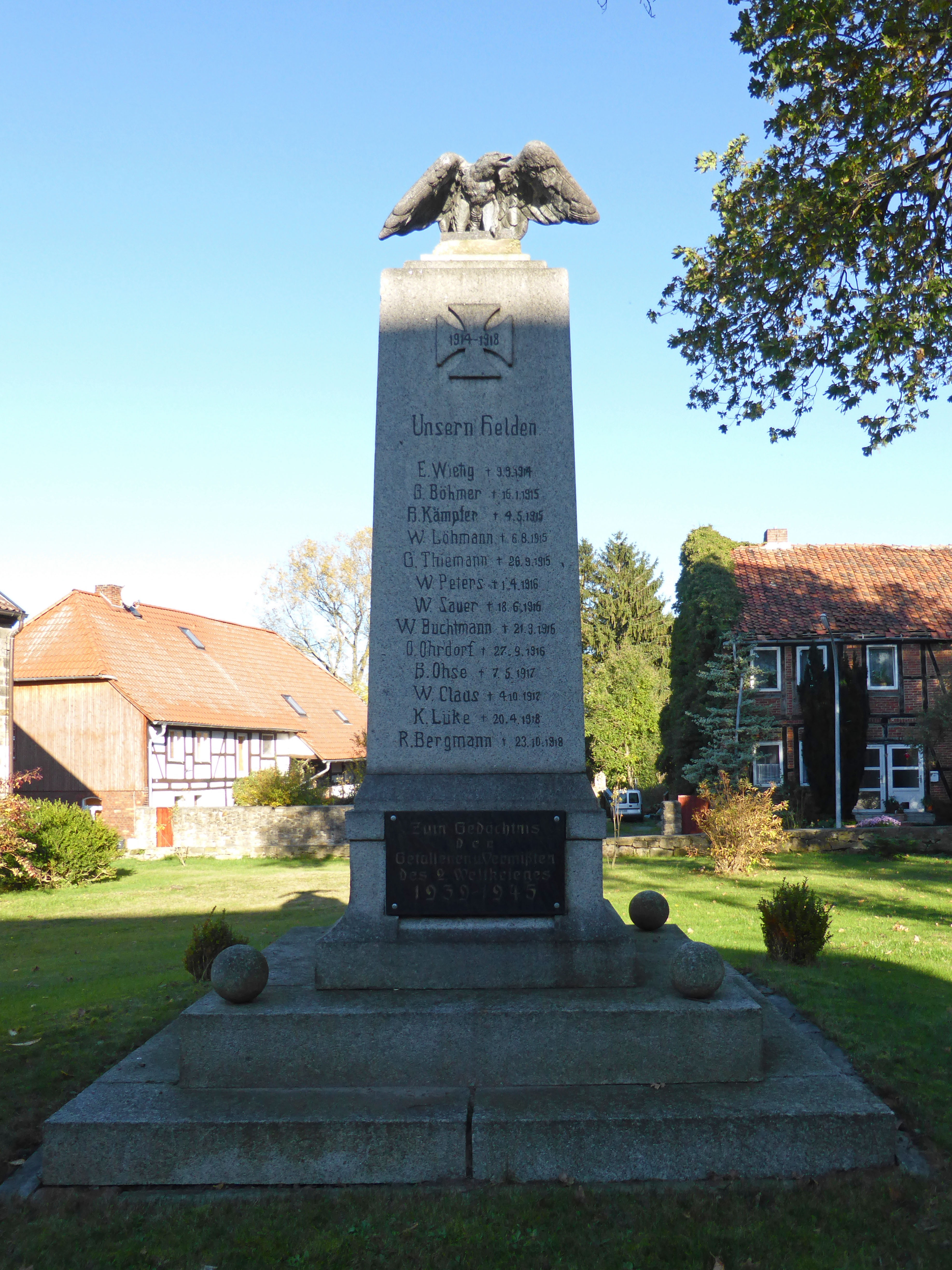
Kriegerdenkmal

## Persönlichkeiten

### Söhne und Töchter von Rickensdorf
- Albert von Rickmersdorf (um 1316–1390), Bischof des Bistums Halberstadt